# Цртица (знак)
Цртица [‐] (енгл. hyphen, фр. trait d'union) је правописни знак истовремено и спојног и раздвојног карактера. 

## Употреба
- Између делова полусложеница и у ретким случајевима између двоструких и троструких презимена: вагон-ресторан, ауто-опрема, бакар-сулфат, веш-машина, француско-немачки рат, руско-српски (речник), културно-историјске (науке), Шар-планина, Салтиков-Шчедрин.

- Цртица се пише као:

1. спојни знак између другог дела сложенице или изведенице и првог њеног дела који се састоји од броја (израженог цифрама): 75-годишњи, 500-годишњица, 15-годишњак, 7-годишњакиња;
2. као спојни знак између граматичких, односно творбених наставака и основе коју чини скраћеница од првих слова вишечланог назива, или од страних имена писаних изворно: Војни рок служи у СОШ-у (у Санитетској официрској школи); Служе се ИБМ-овим рачунарима.

- Цртица се пише и као знак техничке и формалне природе:

1. Цртица се пише на крају реда кад се део речи при писању (штампању) текста преноси у нови ред.
2. Цртица се пише уз делове речи кад их посебно наводимо да бисмо приказали њихову морфолошку, односно творбену структуру. Положај цртице је иза или испред дела речи који се приказује.
  - Основе и предмеци (префикси) означавају се цртицом иза њих: -зид (основа именице зид), пева- (основа глагола певати); про- (префикс у глаголу прочитати : читати).
  - Наставци, граматички и творбени (суфикси, форманти) означавају се цртицом испред њих: -а, -у, -ом (наставци ген., дат., и инстр. јд. именице м. р. на сугласник: зид, зида, зиду, зидом); -логија (формант у именицама типа биологија, технологија и сл.).
  - Умеци (инфикси), граматички и творбени, означавају се њиховим уметањем међу две цртице: -ов, -ев (уметак између основе и наставка за облике множине код именица типа град, син; градови, синови, зечеви, пањеви и сл.); -о-, -е- (спојни вокал у сложеницама типа; југоисток, северозапад, пароброд, душебрижник и сл.).
3. Цртица се пише и између посебних речи, словних симбола или бројева кад треба приказати њихову посебност у међусобној повезаности. Тако се приказују
  - различити облици повезани истом парадигмом: глагол бити-будем-будеш-буде-будемо-будете-буду;
  - групе цифара у телефонским бројевима, бројевима банковних рачуна и др.: 639-869, 24-26-371; 908-2001-18-8888-47229801.
4. Цртица се пише између речи у некњижевном облику када се оне приказују у тексту као такве: беш-чуда (м. без чуда), на-ву страну (м. на ову страну).